# Brännkammare

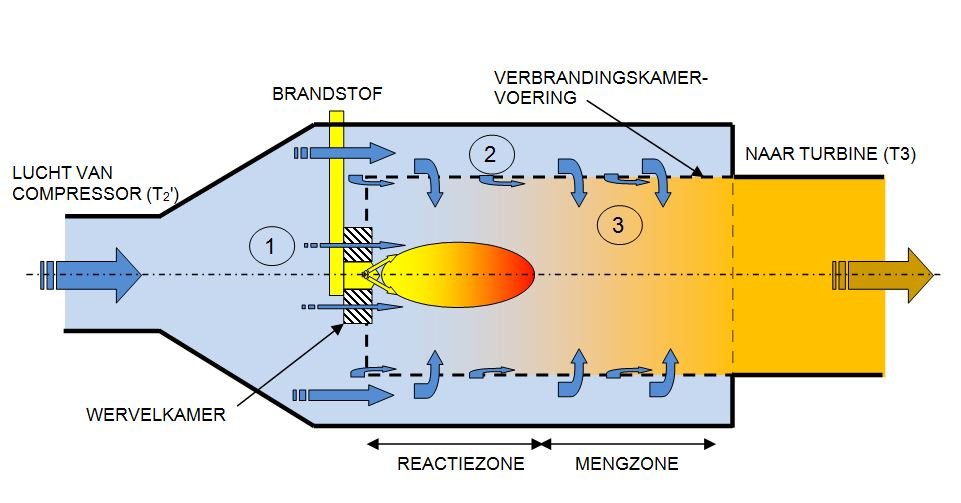
Principskiss över brännkammare med luftinsläpp från vänster och avgasutsläpp till höger.

Brännkammare i en jetmotor är den del av motorn där bränsle i finfördelad form blandas med den komprimerade luften och förbränns. Kompressionen hos moderna jetmotorer är mer än 1:20 och utloppstemperaturen över 1000 grader Celsius.
Brännkammare kallas även den del av en raketmotor där bränslet förbränns.